# Magischer Ring der Schweiz
Der Magische Ring der Schweiz (MRS) ist eine Vereinigung von Berufs- und Amateur-Zauberkünstlern.

## Geschichte
Der Schweizer Zauberkünstler Oscar Rey gründete am 29. Januar 1939 den Magischen Ring der Schweiz, kurz MRS.
Das Besondere am MRS liegt in der Tatsache, dass der Verein unterschiedliche Kulturen mit sich vereint, die das Land Schweiz bestimmen.
Die Beachtung politischer und kultureller Ausgewogenheit in jedem Lebensbereich gehörte stets in der Schweiz zum Alltag und schlägt sich entsprechend auch in dem Verein nieder. So war es auch anfangs für den Verein nicht leicht, richtig Fuß zu fassen. Die Probleme des Zweiten Weltkrieges kamen erschwerend hinzu.
Seit den 1960er Jahren ist der MRS Mitglied im Dachverband der Zauberkünstlervereinigung FISM. Dem MRS gehören rund 270 Zauberkünstler an (Stand 2025).
Ziel des MRS ist es, das magische Wissen und Können seiner Mitglieder sowie das Ansehen der Zauberkunst in der Schweiz zu fördern.
Der MRS organisiert für seine Mitglieder unter anderem Seminare, Kongresse und die Schweizermeisterschaften.
Seit Mai 2019 ist der MRS mit Eigentümer des Onlinelexikons Zauber-Pedia.